# Такаги, Кадзумити
Кадзумити Такаги (яп. 高木 和道 Такаги Кадзумити, род. 21 ноября 1980, Ясу, Сига) — японский футболист.

## Карьера
На протяжении своей футбольной карьеры выступал за клубы «Симидзу С-Палс», «Виссел Кобе», «Гамба Осака», «Оита Тринита», «Гифу».

## Национальная сборная
С 2008 по 2009 год сыграл за национальную сборную Японии 5 матчей.

## Статистика за сборную
| Сборная Японии | Сборная Японии | Сборная Японии |
| Год            | Матчи          | Голы           |
| -------------- | -------------- | -------------- |
| 2008           | 3              | 0              |
| 2009           | 2              | 0              |
| Итого          | 5              | 0              |

## Достижения
- Кубок Императора: 2001, 2009